# Dulzinea (Zeitschrift)
Dulzinea war eine deutschsprachige Lyrikzeitschrift, die zwischen 2002 und 2012 ungefähr zweimal im Jahr erschien. Die  Zeitschrift wurde von Uwe Pfeiffer in Fulda herausgegeben. Schwerpunkt des Hefts war zeitgenössische Lyrik im deutschen Sprachraum. Darüber hinaus wurden Haiku (Senryû) sowie Beiträge zur Grafik und Malerei abgedruckt. Der Name der Zeitschrift spielt auf die Figur Dulcinea del Toboso aus Cervantes’ Roman Don Quijote an.
Zum Stamm der Autoren gehörten die Lyrikerin Sonja Viola Senghaus und der ehemalige kritische Waldorflehrer und Buchautor Paul Albert Wagemann. Die Auflage liegt je nach Ausgabe bei 700 bis 1200 Exemplaren. Es sind 12 Ausgaben erschienen. Im Rahmen der beiden jährlichen Publikationen werden Literaturpreise an Autoren der Zeitschrift vergeben.
Von 2001 bis 2005 erschien im Rahmen des Dulzinea Projekts auch Xenien, ein lyrisches Faltblatt.
Die Autoren stammen in erster Linie aus Deutschland und Österreich. Unter ihnen finden sich Namen wie Beppo Beyerl, Safiye Can, Carmen Caputo, Ernesto Castillo, Steffen M. Diebold, Tanja Dückers, Klaus Ebner, Volker Friebel, Adrian Kasnitz, Udo Kawasser, Myriam Keil, Alexandra Lavizzari, Lutz Rathenow, Karla Reimert, Kurt Schaflinger, Armin Steigenberger und Rainer Wedler. 